# Liga Colombiana de Béisbol Profesional 1980-81
La temporada de la Liga Colombiana de Béisbol Profesional 1980-91 fue la 2° edición de la segunda época de este campeonato disputada del 17 de octubre de 1980 al 8 de febrero de 1981. Un total de 5 equipos participaron en la competición. 

## Desarrollo
El número de equipos aumentó a 5 con el ingreso de Café Universal de Barranquilla.

Indios de Cartagena se coronó campeón sobre Olímpica de Barranquilla en siete juegos. El dramático juego definitivo quedó 5-4 en el Estadio Tomás Arrieta.

## Equipos participantes
| Equipo                   | Fundación | Departamento | Ciudad       | Estadio                   | Capacidad |
| Torices de Cartagena     | 1948      | Bolívar      | Cartagena    | Estadio Once de Noviembre | 12 000    |
| Indios de Cartagena      | 1948      | Bolívar      | Cartagena    | Estadio Once de Noviembre | 12 000    |
| Café Universal           | 1980      | Atlántico    | Barranquilla | Estadio Tomás Arrieta     | 8 000     |
| Olímpica de Barranquilla | 1979      | Atlántico    | Barranquilla | Estadio Tomás Arrieta     | 8 000     |
| Willard de Barranquilla  | 1953      | Atlántico    | Barranquilla | Estadio Tomás Arrieta     | 8 000     |

## Temporada regular
Cada equipo disputó un total de 60 juegos
| Pos | Equipo                         | JG | JP | JJ | AVG.  | Dif  |
| --- | ------------------------------ | -- | -- | -- | ----- | ---- |
| 1.  | Olímpica de Barranquilla       | 35 | 25 | 60 | 0.583 | ---  |
| 2.  | Indios de Cartagena            | 34 | 26 | 60 | 0.567 | 1,0  |
| 3.  | Café Universal de Barranquilla | 30 | 30 | 60 | 0.500 | 5,0  |
| 4.  | Willard de Barranquilla        | 28 | 32 | 60 | 0.467 | 7,0  |
| 5.  | Torices de Cartagena           | 23 | 37 | 60 | 0.383 | 12,0 |

|  | Clasificados al pre-play off |
|  | Eliminados.                  |

## Play Off Final
Se disputaron 7 juegos para definir el campeón.
| Pos | Equipo                   | JG | JP | JJ | AVG. | Dif |
| --- | ------------------------ | -- | -- | -- | ---- | --- |
| 1.  | Indios de Cartagena      | 4  | 3  | 7  | .571 | --- |
| 2.  | Olímpica de Barranquilla | 3  | 4  | 7  | .428 | 1   |

|  | Campeón    |
|  | Subcampeón |

| Colombia                                 |
| Campeón Indios de Cartagena Sexto título |

## Los mejores
| Stat                     | Jugador                | Total |
| ------------------------ | ---------------------- | ----- |
| Porcentaje de bateo (BA) | Jhonny Ray (OLI)       | .353  |
| Hits (H)                 | Jhonny Ray (OLI)       | 85    |
| Carrera impulsada (RBI)  | Tim Tollman (OLI)      | 44    |
| Carrera anotada (R)      | Jhonny Ray (OLI)       | 44    |
| Dobles (2B)              | Robert Porter (IND)    | 17    |
| Triples (3B)             | Antonio Bautista (WIL) | 8     |
| Home run (HR)            | Jessie Barfield (WIL)  | 13    |
| Robo de base (SB)        | Jessie Barfield (WIL)  | 16    |

| Stat                 | Jugador                | Total          |
| -------------------- | ---------------------- | -------------- |
| Juegos ganados (GAN) | Larry Brown (OLI)      | 10W-2L (0.833) |
| Efectividad (ERA)    | William Swaggert (IND) | 1.47           |
| Ponches (SO)         |                        |                |